# Sebt Gzoula
Sebt Gzoula (arabiska: سبت كزولة) är en stad i Marocko. Den ligger i provinsen Safi och regionen Marrakech-Safi, 300 km sydväst om huvudstaden Rabat. Antalet invånare var 18 543 vid folkräkningen 2014.